# Isaac Makwala
Isaac Makwala (Tutume, 29 settembre 1985) è un velocista botswano.

## Palmarès
| Anno | Manifestazione          | Sede           | Evento      | Risultato  | Prestazione | Note                                     |
| ---- | ----------------------- | -------------- | ----------- | ---------- | ----------- | ---------------------------------------- |
| 2007 | Giochi panafricani      | Algeri         | 400 m piani | Semifinale | 47"02       |                                          |
| 2007 | Giochi panafricani      | Algeri         | 4×400 m     | Oro        | 3'03"16     |                                          |
| 2007 | Mondiali                | Osaka          | 4×400 m     | Batteria   | 3'06"54     |                                          |
| 2008 | Campionati africani     | Addis Abeba    | 400 m piani | Argento    | 45"64       |                                          |
| 2008 | Campionati africani     | Addis Abeba    | 4×400 m     | 4º         | 3'06"54     |                                          |
| 2009 | Mondiali                | Berlino        | 400 m piani | Batteria   | 46"45       |                                          |
| 2010 | Mondiali indoor         | Doha           | 4×400 m     | Batteria   | dq          |                                          |
| 2010 | Campionati africani     | Nairobi        | 400 m piani | Semifinale | 46"92       |                                          |
| 2010 | Campionati africani     | Nairobi        | 4×400 m     | Argento    | 3'05"16     |                                          |
| 2010 | Giochi del Commonwealth | Delhi          | 400 m piani | Semifinale | 47"07       |                                          |
| 2010 | Giochi del Commonwealth | Delhi          | 4×400 m     | 5º         | 3'04"65     |                                          |
| 2011 | Giochi panafricani      | Maputo         | 400 m piani | 7º         | 46"78       |                                          |
| 2012 | Mondiali indoor         | Istanbul       | 4×400 m     | Batteria   | 3'13"14     | Record nazionale                         |
| 2012 | Campionati africani     | Porto-Novo     | 400 m piani | Oro        | 45"25       |                                          |
| 2012 | Campionati africani     | Porto-Novo     | 4×400 m     | dq         | dq          |                                          |
| 2012 | Giochi olimpici         | Londra         | 400 m piani | Batteria   | 45"67       |                                          |
| 2013 | Mondiali                | Mosca          | 200 m piani | Batteria   | 20"84       |                                          |
| 2013 | Mondiali                | Mosca          | 4×400 m     | Batteria   | 3'05"74     |                                          |
| 2014 | Giochi del Commonwealth | Glasgow        | 400 m piani | Semifinale | 45"57       |                                          |
| 2014 | Campionati africani     | Marrakech      | 200 m piani | Argento    | 20"51       |                                          |
| 2014 | Campionati africani     | Marrakech      | 400 m piani | Oro        | 44"23       | Record dei campionati                    |
| 2014 | Campionati africani     | Marrakech      | 4×400 m     | Oro        | 3'01"89     | Record nazionale                         |
| 2015 | World Relays            | Nassau         | 4×200 m     | 5º         | 2'03"73     |                                          |
| 2015 | World Relays            | Nassau         | 4×400 m     | 8º         | 3'03"73     |                                          |
| 2015 | Mondiali                | Pechino        | 400 m piani | 5º         | 44"63       |                                          |
| 2015 | Mondiali                | Pechino        | 4×400 m     | Batteria   | 2'59"95     | Record nazionale                         |
| 2015 | Giochi panafricani      | Brazzaville    | 400 m piani | Oro        | 44"35       |                                          |
| 2015 | Giochi panafricani      | Brazzaville    | 4×400 m     | Argento    | 3'00"95     | Record nazionale                         |
| 2016 | Campionati africani     | Durban         | 400 m piani | 4º         | 46"58       |                                          |
| 2016 | Giochi olimpici         | Rio de Janeiro | 400 m piani | Semifinale | 46"60       |                                          |
| 2016 | Giochi olimpici         | Rio de Janeiro | 4×400 m     | 5º         | 2'59"06     | Record nazionale                         |
| 2017 | World Relays            | Nassau         | 4×400 m     | Argento    | 3'02"28     |                                          |
| 2017 | Mondiali                | Londra         | 200 m piani | 6º         | 20"44       |                                          |
| 2017 | Mondiali                | Londra         | 400 m piani | Finale     | dns         |                                          |
| 2018 | Giochi del Commonwealth | Gold Coast     | 400 m piani | Oro        | 44"35       |                                          |
| 2018 | Giochi del Commonwealth | Gold Coast     | 4×400 m     | Oro        | 3'01"78     |                                          |
| 2019 | Giochi panafricani      | Rabat          | 400 m piani | Semifinale | 46"55       |                                          |
| 2021 | World Relays            | Chorzów        | 4×400 m     | Bronzo     | 3'04"77     |                                          |
| 2021 | Giochi olimpici         | Tokyo          | 400 m piani | 7º         | 44"94       |                                          |
| 2021 | Giochi olimpici         | Tokyo          | 4×400 m     | Bronzo     | 2'57"27     | Record africano                          |
| 2022 | Mondiali                | Eugene         | 400 m piani | Semifinale | 46"04       |                                          |
| 2022 | Mondiali                | Eugene         | 4×400 m     | 6º         | 3'00"14     | Miglior prestazione personale stagionale |
| 2024 | World Relays            | Nassau         | 4x400 m     | Oro        | 2'59"11     |                                          |

## Altre competizioni internazionali
2014
- 6º in Coppa continentale ( Marrakech), 200 m piani - 20"49
- Argento in Coppa continentale ( Marrakech), 400 m piani - 44"84
- Oro in Coppa continentale ( Marrakech), 4×400 m - 3'00"02

2017
- Bronzo all'Athletissima ( Losanna), 400 m piani - 44"08
- Argento all'Herculis ( Monaco), 400 m piani - 43"84
- 4º al Birmingham Grand Prix ( Birmingham), 200 m piani - 20"41
- Oro al Weltklasse Zürich ( Zurigo), 400 m piani - 43"95
- Vincitore della Diamond League nella specialità dei 400 m piani